# Partido Unido do Estado Wa
Partido Unido do Estado Wa (birmanês:  ဝပြည် သွေးစည်း ညီညွတ်ရေး ပါတီ) é uma organização política em Myanmar (Birmânia), que faz campanha pelos interesses do povo wa, sendo o partido governante de facto do Estado Wa, um estado não reconhecido no norte de Shan. Seu braço armado é o Exército Unido do Estado Wa e o seu presidente e comandante em chefe é Bao Youxiang.
O Partido Unido do Estado Wa foi fundado em 1989 por membros do Conselho Nacional Wa, um grupo de aldeões wa e ex-membros do Partido Comunista da Birmânia. 